# Le Jeune Homme à la pomme
Le Jeune Homme à la pomme (en italien : Ritratto di giovane con la mela) est une peinture à l'huile sur bois de 47 × 35 cm du peintre Raphaël, conservée à la Galerie des Offices, à Florence. Le tableau réalisé au cours de la période florentine de l'artiste est souvent considéré comme le portrait du duc d’Urbino François Marie Ier della Rovere.

## Histoire
Les origines de la peinture ainsi que l'identité du personnage sont inconnues. Les hypothèses les plus accréditées lient ce travail aux commandes des Montefeltro et Della Rovere à Raphaël qui réalisa une série d'œuvres qui quittèrent Urbino pour Florence comme dot de Vittoria della Rovere (1631).
Comme pour le Portrait d'Elisabetta Gonzaga du même musée, l'œuvre a été attribuée à différents artistes (Francesco Francia, Cesare Tamaroccio), avant d'être finalement reconnue comme un travail de Raphaël.
En ce qui concerne le personnage représenté, le tableau est souvent considéré comme le portrait du duc d'Urbino François Marie Ier della Rovere fils de Giovanna da Montefeltro et de Jean della Rovere qui devint duc d’Urbino après avoir été adopté par son oncle Guidobaldo Ier de Montefeltro à la suite de l'extinction de la lignée masculine des Montefeltro causée par sa stérilité.
Certains historiens d'art comme Lietzmann et Becherucci pensent néanmoins que le personnage représenté est plutôt Guidobaldo Ier de Montefeltro dont il existe un autre portrait de la main de Raphaël à la Galerie des Offices et dont l'identité est aussi incertaine.

## Description
Le personnage est représenté à mi-figure avec le buste aux trois-quarts vers la gauche et la tête légèrement tournée vers le spectateur, tandis que le regard diverge vers la droite évitant ainsi un contact visuel direct témoignant un sens d'esquive hautaine caractéristique de l'attitude d'un noble et puissant sujet.
Les mains posées sur un parapet, la droite tenant une pomme dorée sont légèrement sous dimensionnées et correspondent à celles d'un adolescent et s'adapteraient bien à Francesco Maria, qui à l'époque avait quatorze ans.
L'habillement est princier : le personnage porte un couvre-chef rouge avec un petit ruban sombre en saillie sur le front légèrement incliné ainsi qu'une casaque finement travaillée (robone) avec des inserts blancs sur rouge avec un très voyant col de pelisse de zibeline couvrant aussi les bords et qui double aussi les épaules. La veste est rouge et la chemise blanche est visible au cou et aux manchettes.
Les cheveux châtain sont coupés à caschetto, les yeux un peu globuleux, le nez fin et droit, les lèvres fines pincées, le menton possédant une fossette.

## Analyse
Les détails physiques même ceux esthétiquement imparfaits sont traités par l'artiste avec une objectivité raffinée qui ne porte pas atteinte à la dignité du personnage.
La pomme dorée semble renforcer symboliquement l'identification avec Francesco Maria. C'est précisément en 1504 qu'il a été choisi comme héritier du duché d'Urbino par son oncle Guidobaldo. La pomme dorée symboliserait le choix de Pâris qui lui valut le pouvoir temporel.
L'arrière-plan rappelle les paysages ombriens avec des éléments typiques comme le petit lac, les collines se perdant au loin et quelques arbrisseaux. L'arbre isolé est typiquement du pérugien.
La peinture possède une fraîcheur chromatique basée sur des tons rouges intenses contrastant avec les couleurs froides du paysage.

## Sources
- (it) Cet article est partiellement ou en totalité issu de l’article de Wikipédia en italien intitulé « Ritratto di giovane con la mela » (voir la liste des auteurs).